# Dorchester on Thames
Dorchester on Thames är en ort och civil parish, benämnd Dorchester, i Storbritannien.   Den ligger i grevskapet Oxfordshire och riksdelen England, i den södra delen av landet, 70 km väster om huvudstaden London. Dorchester on Thames ligger 52 meter över havet och antalet invånare är 992.
Terrängen runt Dorchester on Thames är platt. Runt Dorchester on Thames är det ganska tätbefolkat, med 192 invånare per kvadratkilometer. Närmaste större samhälle är Oxford, 13,2 km nordväst om Dorchester on Thames. Trakten runt Dorchester on Thames består till största delen av jordbruksmark.